# امیل تورش‌بوف
امیل تورش‌بوف (فرانسوی: Émile Torchebœuf‎؛ ۱۷ ژوئیه ۱۸۷۶ – نامشخص) ورزشکار پرش طول اهل فرانسه بود.
وی در مسابقات کشوری و بین‌المللی در مجموع برندهٔ ۱ مدال برنز شده‌است.